# Alastor baidoensis
Alastor baidoensis är en stekelart som beskrevs av Giordani Soika 1983. Alastor baidoensis ingår i släktet Alastor och familjen Eumenidae. Inga underarter finns listade i Catalogue of Life.